# Championnat du Guatemala de football 1973
Navigation
Saison précédente Saison suivante
La Liga Nacional 1973 est la vingt-deuxième édition de la première division guatémaltèque.
Lors de ce tournoi, le CSD Comunicaciones a tenté de conserver son titre de champion du Guatemala face aux neuf meilleurs clubs guatémaltèques.
Chacun des dix clubs participant était confronté trois fois aux neuf autres équipes.
Seulement deux places étaient qualificatives pour la Coupe des champions de la CONCACAF et deux pour la Coupe de la Fraternité.

## Les 10 clubs participants
| \| Guatemala: Aurora FC CSD Comunicaciones CSD Municipal Cementos Novella Tipografía Nacional Universidad SC Guatemala Juventud Catolica Guatemala Juventud Retalteca Deportivo Suchitepéquez Guatemala Xelaju MC \| Localisation des clubs engagés dans le championnat. |
| Guatemala: Aurora FC CSD Comunicaciones CSD Municipal Cementos Novella Tipografía Nacional Universidad SC Guatemala Juventud Catolica Guatemala Juventud Retalteca Deportivo Suchitepéquez Guatemala Xelaju MC                                                           |

Ce tableau présente les dix équipes qualifiées pour disputer le championnat 1973. On y trouve le nom des clubs, le nom des stades dans lesquels ils évoluent ainsi que la capacité et la localisation de ces derniers.
| Club                    | Stade                            | Capacité          | Ville          |
| Aurora FC               | Stade de l'Ejército              | 13 300            | Guatemala City |
| CSD Comunicaciones      | Stade Mateo Flores               | 30 000            | Guatemala City |
| Juventud Catolica       | Stade inconnu                    | Capacité inconnue | Puerto Barrios |
| CSD Municipal           | Stade Mateo Flores               | 30 000            | Guatemala City |
| Cementos Novella        | Stade inconnu                    | Capacité inconnue | Guatemala City |
| Juventud Retalteca      | Stade Óscar Monterroso Izaguirre | 8 000             | Retalhuleu     |
| Deportivo Suchitepéquez | Stade Carlos Salazar Hijo        | 12 000            | Mazatenango    |
| Tipografía Nacional     | Stade La Pedrera                 | Capacité inconnue | Guatemala City |
| Universidad SC          | Stade de la Revolución           | 5 000             | Guatemala City |
| Xelaju MC               | Stade Mario Camposeco            | 11 000            | Quetzaltenango |

## Compétition
Les dix équipes affrontent à trois reprises les neuf autres équipes selon un calendrier tiré aléatoirement.
Le classement est établi sur l'ancien barème de points (victoire à 2 points, match nul à 1, défaite à 0).
Le départage final se fait selon les critères suivants :
- Le nombre de points.
- La différence de buts générale.
- Le nombre de buts marqué.

### Classement
| Rang | Équipe                  | Pts | J  | G  | N  | P  | Bp | Bc | Diff |
| ---- | ----------------------- | --- | -- | -- | -- | -- | -- | -- | ---- |
| 1    | CSD Municipal           | 38  | 27 | 14 | 10 | 3  | 46 | 27 | +19  |
| 2    | Aurora FC               | 37  | 27 | 14 | 9  | 4  | 45 | 23 | +22  |
| 3    | CSD Comunicaciones T    | 30  | 27 | 10 | 10 | 7  | 33 | 28 | +5   |
| 4    | Cementos Novella        | 28  | 27 | 9  | 10 | 8  | 40 | 35 | +5   |
| 5    | Tipografía Nacional     | 28  | 27 | 9  | 10 | 8  | 27 | 26 | +1   |
| 6    | Juventud Retalteca P    | 27  | 27 | 9  | 9  | 9  | 35 | 27 | +8   |
| 7    | Xelaju MC               | 22  | 27 | 5  | 12 | 10 | 30 | 45 | -15  |
| 8    | Deportivo Suchitepéquez | 21  | 27 | 7  | 7  | 13 | 30 | 44 | -14  |
| 9    | Universidad SC          | 20  | 27 | 7  | 6  | 14 | 31 | 41 | -10  |
| 10   | Juventud Catolica       | 19  | 27 | 5  | 9  | 13 | 25 | 46 | -21  |

| Légende : Qualifications et relégations | Légende : Qualifications et relégations                                                                                 |
| --------------------------------------- | --- |
|                                         | Coupe des champions de la CONCACAF 1974 (2e Tour de qualification) Coupe de la Fraternité 1974 (ru) (Phase de groupes)  |
|                                         | Coupe des champions de la CONCACAF 1974 (1er Tour de qualification) Coupe de la Fraternité 1974 (ru) (Phase de groupes) |
|                                         | Relégué en Primera División de Guatemala                                                                                |
|                                         | T Tenant du titre P Promu de la saison 1972                                                                             |

## Bilan du tournoi
| Championnat du Guatemala de football 1973                 |                   |
| Champion                                                  | CSD Municipal     |
| Dauphin                                                   | Aurora FC         |
| Coupes et trophées                                        |                   |
| Vainqueur Copa de Guatemala                               | Xelaju MC         |
| Qualifications continentales                              |                   |
| Coupe des champions 1974 (Deuxième tour de qualification) | CSD Municipal     |
| Coupe des champions 1974 (Premier tour de qualification)  | Aurora FC         |
| Coupe de la fraternité 1974 (ru) (Phase de groupes)       | CSD Municipal     |
| Coupe de la fraternité 1974 (ru) (Phase de groupes)       | Aurora FC         |
| Promotions et relégations                                 |                   |
| Promus en Liga Nacional de Guatemala                      | Deportivo Zacapa  |
| Relégués en Primera División de Guatemala                 | Cementos Novella. |